# Cerro (Mulazzo)
Il Cerro è una frazione del comune italiano di Mulazzo, nella provincia di Massa-Carrara, in Toscana.
La località raggruppa le tre piccole e limitrofe borgate di Ara del Cerro, Casa Lazzaro e Casa Scarpellini. È situato sulla strada che collega Mulazzo con il Passo dei Casoni, tra le regioni della Toscana e della Liguria.

## Monumenti e luoghi d'interesse

### Oratorio di San Giuseppe
L'oratorio di San Giuseppe risale al XVIII secolo ed è dipendente dalla parrocchia di Sant'Apollinare e San Francesco Fogolla di Montereggio. Pur essendo un oratorio, presenta in realtà dimensioni notevoli. All'esterno non è intonacato e sono visibili i conci irregolari in pietra con i quali è realizzata la stessa chiesa. Presenta un piccolo sagrato prospiciente la facciata, la quale è caratterizzata da un portale lunettato sovrastato da una finestra semicircolare e dalla presenza di un timpano alla sommità: all'interno della lunetta è posizionata una statua di san Giuseppe. La chiesa è inoltre dotata di un campanile a vela. All'interno è decorato con bassorilievi che demarcano le varie campate.